# Māris Verpakovskis
Māris Verpakovskis (* 15. října 1979, Liepāja, Lotyšská SSR, SSSR) je bývalý lotyšský fotbalový záložník či útočník, kariéru ukončil v roce 2015 v klubu FK Liepāja.
V letech 1999–2014 nastupoval za lotyšskou fotbalovou reprezentaci, s 29 góly je to historicky její nejlepší střelec.
Mimo Lotyšsko působil ve Španělsku, Chorvatsku, Řecku, Ázerbájdžánu a na Ukrajině.

## Reprezentační kariéra
V A-mužstvu reprezentace Lotyšska debutoval 9. 6. 1999 v kvalifikačním utkání proti domácímu týmu Řecka (výhra 2:1). V utkání vsítil jednu branku a otevřel si tak střelecký účet v národním týmu.
Zúčastnil se Mistrovství Evropy 2004 v Portugalsku (premiérová účast), kde Lotyšsko obsadilo díky zisku jednoho bodu poslední čtvrtou příčku v základní skupině D (za Českou republikou, Nizozemskem a Německem). Verpakovskis vstřelil úvodní gól prvního střetnutí proti týmu České republiky, soupeř ale stačil otočit na konečných 1:2. Byl to jediný gól Lotyšska na tomto turnaji.
V letech 1999–2014 odehrál celkem 104 reprezentačních zápasů a nastřílel 29 gólů.

## Úspěchy

### Individuální
- 2× lotyšský Fotbalista roku: 2003, 2004[5]